# Чілаон (річка у лені Седерманланд)
Чілаон (швед. Kilaån) — річка на сході південної Швеції, протікає переважно у лені Седерманланд. Довжина річки становить 63 км, площа басейну за різними даними — близько 432,2 - 440 км².   На річці побудовано 1 ГЕС малої потужності. 

## ГЕС
На річці Чілаон зведено 1 малу ГЕС «Ålberga» («Ольберга») з загальною встановленою потужністю 0,45 МВт і з загальним середнім річним виробництвом близько 1,2 млн кВт·год. ГЕС «Ålberga» було побудовано 1919 року. 